# Monasterio de Santa María de Matallana
El monasterio cisterciense de Nuestra Señora de Matallana se encuentra al norte del municipio vallisoletano de Villalba de los Alcores (Castilla y León, España). Actualmente es un Centro de Interpretación de la Naturaleza, propiedad de la Diputación Provincial de Valladolid.

## Historia

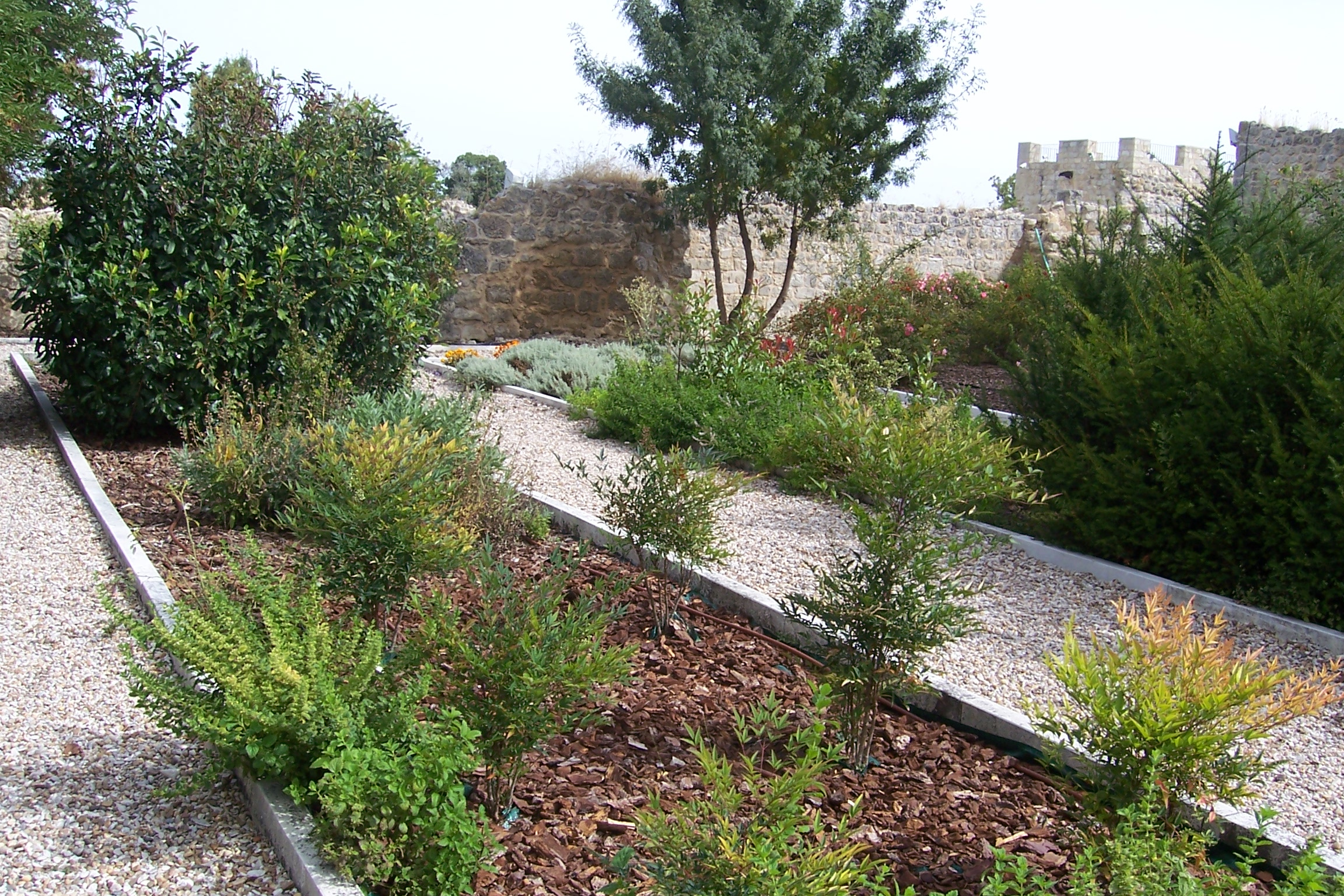
Monasterio de Santa María de Matallana (Villalba de los Alcores, Valladolid), un magnífico ejemplo de jardín de plantas aromáticas. Actualmente es un Centro de Interpretación de la Naturaleza, que incluye una exposición sobre la fauna y la flora de la zona, un jardín botánico, un palomar, un invernadero y vivero, una laguna, y una senda medioambiental.

Si bien en el entorno se han documentado ocupaciones de época prehistórica, entre las que destaca el recinto de fosos calcolítico de El Casetón de la Era, así como una villa romana, la historia de este monasterio comienza con su fundación por Tello Pérez de Meneses y su esposa Guntroda García, alrededor de 1185 gracias a la donación por parte del rey Alfonso VIII de Castilla.
El pago otorgado a los cistercienses para la construcción del monasterio no se encontraba desocupado, sino que existía una aldea conocida como "Mataplana", cuya necrópolis (denominada "Prado Guadaña") se ha documentado parcialmente en varias campañas arqueológicas, encontrándose sepulturas que datan desde el período visigodo hasta la Alta Edad Media.
La iglesia, que data del siglo XIV, fue construida siguiendo el modelo del Monasterio de las Huelgas de Burgos. Es por esto que los restos del muro perimetral y los arranques de sus pilares, aún en pie, son una buena muestra de dicha imitación.
Gracias a su ubicación, en el encuentro de la Tierra de Campos con los Montes Torozos, y con motivo de la exclaustracion de los monjes con la implantación de las leyes desamortizadoras del momento (siglo XIX) fue utilizado, inicialmente, como hospital para los empleados del Canal de Castilla, más tarde, como cantera en la construcción del ramal de Campos de dicho canal y acabó como finca agropecuaria.
Las ruinas del monasterio fueron declaradas Monumento Nacional en 1931 y en 1975 los terrenos del antiguo coto redondo del monasterio fueron adquiridos por la Diputación Provincial de Valladolid, empleándola inicialmente con fines agrícolas, pasando posteriormente a convertirse en un Centro de Interpretación de la Naturaleza. Entre 1995 y 2005, tras la ampliación de la consideración de Bien de Interés Cultural a toda la finca, se sucedieron las intervenciones de acondicionamiento, en el marco de un proyecto a cargo del arquitecto Roberto Valle González, que comenzaron con la recuperación de la antigua Hospedería. En los años siguientes se recuperó la antigua bodega, se restauró el palomar de planta circular y se hizo un nuevo palomar de planta cuadrada. Posteriormente se hizo un jardín botánico con plantas aromáticas autóctonas. 
El complejo cuenta con una sala donde se puede observar una exposición sobre la fauna y la flora de la zona de Matallana; el palomar ya citado; un parque temático de las distintas razas ovinas; el jardín botánico con flora autóctona; las ruinas del monasterio cisterciense de Matallana; una pequeña laguna; un invernadero y vivero; una senda medioambiental y un parque temático para los más pequeños.